# Jon Idigoras
Juan Cruz Idígoras Guerricabeitia (Amorebieta, Vizcaya, 3 de mayo de 1936 - Bilbao, 3 de junio de 2005) fue un sindicalista, dirigente histórico de la coalición independentista vasca Herri Batasuna.

## Biografía
Comenzó a trabajar como obrero metalúrgico a los 14 años en la factoría de IZAR de Amorebieta.
Aficionado a la tauromaquia desde joven, Idigoras llegó a 

lidiar toros en algunas plazas vascas, y en el mundo taurino se le llegó a conocer como Chiquito de Amorebieta, Chiquito de Éibar o  Morenito del Alto. Comenzó como subalterno en la cuadrilla del Duque de Boroa. Estuvo en la cárcel durante la dictadura franquista y posteriormente pasó al exilio.
En 1974 fue varias veces detenido por la Guardia Civil, primero por unas supuestas irregularidades en su gestión como directivo de la cooperativa de vivienda Zornoza en Amorebieta-Echano y un par de meses más tarde por su labor sindical clandestina en el seno de Comisiones Obreras.
En 1976 fue uno de los fundadores del sindicato Langile Abertzaleen Batzordeak (LAB). En 1978 inició su actividad política pública en Alsasua (Navarra) desde la coalición Herri Batasuna (HB). Fue integrante de las mesas nacionales de la formación entre 1978 y 1997 y portavoz de dicha coalición. Fue elegido parlamentario vasco en las elecciones de 1980 y de 1984 y diputado por Vizcaya en las elecciones al Congreso de 1986, de 1989 y de 1993.
En 1981, durante una visita del rey Juan Carlos I a la Casa de Juntas de Guernica, fue uno de los cargos electos de HB que interrumpieron el discurso del rey cantando el "Eusko gudariak" (canción independentista que cantaban los efectivos del Euzko Gudarostea durante la guerra civil española). Por este hecho fue procesado, acusado de un delito de injurias contra el jefe del Estado. En mayo de 1982 fue detenido por negarse a pagar la fianza que se le había impuesto en este proceso. Posteriormente fue absuelto de este delito por el Tribunal Supremo que sin embargo le condenó por desórdenes públicos, aunque finalmente el Tribunal Constitucional anuló la sentencia. Como portavoz de la izquierda abertzale en la década de 1980 se vio involucrado en numerosos procesos judiciales por sus declaraciones, singularmente ante el Tribunal Supremo, que llegó a tramitar hasta cuatro procedimientos a la vez contra él. También pasó por muchos juzgados para declarar acerca de su relación con la banda terrorista ETA. 
El 20 de noviembre de 1989 salió ileso del ataque perpetrado en Madrid por parte de ultraderechistas a los diputados en el Congreso de los Diputados, en el que murió Josu Muguruza y fue herido Iñaki Esnaola. 
En 1997 fue encarcelado junto al resto de los miembros de la Mesa Nacional de Herri Batasuna por orden del entonces juez de la Audiencia Nacional Baltasar Garzón, acusado de colaborar con ETA. Jon Idigoras salió en libertad provisional debido a la enfermedad que padecía. En 1999 publicó sus memorias: El hijo de Juanita Gerrikabeitia.
En sus últimos años pasó a un segundo plano aun siendo considerado como un histórico de la izquierda abertzale. Su presencia se vio limitada a aparecer en manifestaciones, artículos de opinión y algunas ruedas de prensa, especialmente tras la ilegalización de Batasuna en apoyo de ETA. Su última comparecencia de alcance fue la intervención que realizó en el mitin que Batasuna celebró en el velódromo de Anoeta de San Sebastián el 14 de noviembre de 2004, en el que se hizo pública la llamada Propuesta de Anoeta.
Idigoras falleció debido a un enfisema pulmonar, el 3 de junio de 2005 en la Clínica San Sebastián de Deusto (Bilbao). Su capilla ardiente fue instalada en el salón de actos del Ayuntamiento de Amorebieta gracias a un acuerdo del gobierno municipal, conformado por una coalición entre el Partido Nacionalista Vasco y Eusko Alkartasuna.

## Libros
- 1999: El hijo de Juanita Gerrikabeitia. Ed. Txalaparta. Tafalla. ISBN 978-84-8136-149-0